# Mysafety
Mysafety Försäkringar, i marknadsföring skrivet mySafety, är en fristående försäkringsförmedlare som utvecklar och säljer försäkringar och tjänster för assistans och ekonomisk ersättning vid identitetsstöld, näthat, kort- och mobilstölder.
Företaget startade 1999, och är en del av Mysafety Group som har verksamhet i Sverige, Norge och Finland. Företaget såldes 2007 till Litorina.
Den svenska verksamheten bedrivs från huvudkontoret på Gärdet i Stockholm och där finns även avdelningar för kundtjänst, försäljning och produktutveckling.

## Historik
Företaget grundades 1995 under namnet Securia Systems som sålde nyckelbrickor för att återfå borttappade nycklar samt tjänster för att spärra kredit- och betalkort, mobiltelefoner och liknande. Försäljningen skedde främst genom samarbete med andra företag, bland annat ICA-banken, Ikanobanken, Hyresgästföreningen och Företagarförbundet. Företaget såldes 2007 till riskkapitalförvaltaren Litorina Kapital. I slutet av 2018 avyttrades verksamheten i Östeuropa till delar av ledningen i Polen, Ryssland och Ukraina. Företaget hamnade 2009 i blåsväder när det uppdagades att grundarna tidigare dömts för grov brottslighet, bland annat mord och bedrägeri, och flera av företagets partners valde att avsluta samarbetet.
Bolaget förvärvades i september 2023 av Empir Group.

### Kritik
2010 fick bolaget kritik för att automatiskt förlänga abonnemang på tjänster och för att ställa betalningskrav på kunder för tjänster som de inte beställt. Detta ledde till att Konsumentombudsmannen 2013 stämde bolaget i Marknadsdomstolen rörande avtalsvillkor och marknadsföring efter att ha fått in klagomål från missnöjda kunder. Marknadsdomstolen fällde Mysafety på en av de tre åtalspunkterna, och då för de spår- och spärrtjänster som haft en kostnadsfri prova-på-period.